# Matthieu Jalibert
Matthieu Jalibert (Saint-Germain-en-Laye, 6 de noviembre de 1998) es un rugbista francés que se desempeña como apertura y juega en el Union Bordeaux Bègles del francés Top 14. Es internacional con Les Bleus desde 2018.

## Carrera
Hijo de un militar, vivió su infancia en Nueva Caledonia y allí empezó a jugar al rugby. De nuevo en la Francia metropolitana, se formó deportivamente en el Union Bordeaux Bègles y debutó en la primera a inicios de la temporada 2017–18. En su primera temporada profesional jugó mayormente de fullback y le marcó su primer try al Racing 92.
En noviembre de 2017 fue convocado a los Barbarians franceses, al ser visto ya como una promesa nacional, se enfrentó a los Māori All Blacks y ganaron 19–15 en el Stade Jacques Chaban-Delmas con una gran actuación de Jalibert.
El actual nivel del club, que alcanzó las semifinales de la Copa de Campeones 2021 y del Top 14 en las últimas tres ediciones, es atribuido a la conducción de Jalibert. Fue premiado con el tercer puesto del Óscar de Midi Olympique, galardón al mejor rugbista francés, en 2020 y 2021.

## Selección nacional
En 2017 representó al Les Bleuets y con ellos obtuvo el cuarto puesto en el Mundial Juvenil de Georgia 2017, tras caer ante los Baby Blacks en semifinales.
Jacques Brunel lo convocó a Les Bleus para disputar el Torneo de las Seis Naciones 2018 y debutó contra Irlanda. Se lesionó durante esa prueba, esguince con rotura parcial del ligamento cruzado posterior de la rodilla izquierda, tras un tackle de Bundee Aki y no sería convocado nuevamente hasta dos años después.
El nuevo entrenador, Fabien Galthié, lo seleccionó para el Seis Naciones 2020 y desde entonces se afianzó como suplente de la estrella Romain Ntamack. Por reclamar más minutos de juego no fue convocado al Seis Naciones 2022, torneo que Francia ganó, pero gracias a su altísimo nivel regresó en la edición 2023.

### Participaciones en Copas del Mundo
Galthié lo convocó a Francia 2023 como titular indiscutido, tras la lesión Ntamack en las pruebas de preparación.
| Mundial                       | Sede    | Resultado    | PJ | Tries |
| ----------------------------- | ------- | ------------ | -- | ----- |
| Copa Mundial de Rugby de 2023 | Francia | Disputándose | ¿? | ¿?    |